# Saint-Hérent
Saint-Hérent é uma comuna francesa na região administrativa de Auvérnia-Ródano-Alpes, no departamento Puy-de-Dôme. Estende-se por uma área de 12,22 km². Em 2010 a comuna tinha 117 habitantes (densidade: 9,6 hab./km²).